# Mord klockan fem
Mord klockan fem? eller Hickory Dickory Dock (eng. originaltitel Hickory Dickory Dock) är en deckare av Agatha Christie, utgiven 1955. Den handlar om hennes belgiske detektiv Hercule Poirot. Romanen är noterbar då den innehåller Poirots effektiva sekreterare, Miss Felicity Lemon, som tidigare bara hade dykt upp i Poirot-novellerna.
Romanen utspelar sig på ett studenthem. Poirot blir först ombedd att undersöka snatterier och vandalism på vandrarhemmet och upptäcker lätt att de flesta av dessa handlingar begicks av eleven Celia Austin. Sedan blir Celia mördad.

## Handling
Ett utbrott av kleptomani på ett studenthem väcker Hercule Poirots intresse när han ser den bisarra listan över stulna och vandaliserade föremål. Bland dessa finns ett stetoskop, några glödlampor, några gamla flanellbyxor, en chokladask, en sönderskuren ryggsäck, lite borsyra och en diamantring som senare hittades i en skål med soppa – han gratulerar föreståndaren fru Hubbard till ett "unikt och vackert problem". Poirots lösning på småstölderna är osubtil men effektiv: när han väl har hotat att ringa polisen erkänner Celia Austin snabbt de småaktiga incidenterna. Hon förnekar dock följande: att ha stulit Nigel Chapmans gröna bläck och använt det för att vanställa Elizabeth Johnstons verk; ta stetoskopet, glödlamporna och borsyrapulvret; och klippa upp och gömma en ryggsäck. Hon begick de mindre stölderna för att dra till sig uppmärksamheten från Colin McNabb, en psykologistudent som sedan förlovar sig med henne. Hon gottgör brotten och försonas med sina offer. De viktigare incidenterna förblir olösta. Celia hittas död morgonen därpå av en överdos morfin. Det tar inte lång tid för utredarna att se att hennes död är mord.
Kommissarie Sharpe löser mysteriet med det stulna stetoskopet under sina intervjuer med de boende på vandrarhemmet. Nigel Chapman erkänner att han stulit stetoskopet för att utge sig för att vara läkare och stjäla morfin från sjukhusets apotek som en del av ett vad om att få tag på tre dödliga gifter (de andra två är digoxin och skopolamin). Han hävdar att gifterna var omsorgsfullt bortskaffade, men kan inte vara säker på att morfinet inte stals från honom medan det var i hans ägo. Poirot vänder sin uppmärksamhet mot diamantringens återkomst och konfronterar Valerie Hobhouse, i vars soppa ringen hittades. Det verkar som om diamanten hade ersatts med en zirkon och att endast Valerie kunde lägga den i soppan; Poirot anklagar henne för att ha stulit diamanten. Hon erkänner att hon gjort det och säger att hon behövde pengarna för att betala av spelskulder. Hon erkänner också att hon planterade tanken på stölderna i Celia Austins sinne.
Nicoletis beter sig mycket nervöst. Hon dödas genom att dricka förgiftad konjak. Poirot koncentrerar sig nu på att skära upp ryggsäcken. Genom noggranna studier av ryggsäckens design identifierar han en ovanlig korrugerad botten och föreslår för polisen att ryggsäcken är en del av en internationell smugglingsoperation. Ryggsäckarna såldes till oskyldiga studenter och användes sedan för att transportera droger och ädelstenar. Nicoletis hade finansierat organisationen, men var inte hjärnan bakom den. När polisen besökte Hickory Road i ett orelaterat ärende hade mördaren skurit sönder ryggsäcken för att undvika att den skulle hittas och tagit bort glödlampor för att undvika att bli igenkänd.
Patricia Lane kommer till Nigel och erkänner att hon tagit morfinet från flaskan i hans låda och ersatt det med bikarbonat. Nu har flaskan med bikarbonat försvunnit ur hennes egen byrålåda. Medan de letar efter flaskan nämner hon att hon tänker skriva till hans far för att försona de två. Nigel berättar för henne att anledningen till att han fjärmat sig från sin far är att han upptäckte att hans far hade förgiftat hans mor med medinal, ett handelsnamn för barbital. Det är därför han har bytt namn och har två pass. Nigel går till kommissarie Sharpe och berättar om det försvunna morfinet, men medan han är där ringer Patricia och säger att hon har upptäckt något mer. När Nigel och Sharpe kommer fram till huset är hon död, dödad av ett slag mot huvudet. Akibombo kommer till Sharpe och säger att han hade tagit Patricias bikarbonat för att lindra sitt magbesvär; När han tog en tesked av bikarbonatet fick han dock ont i magen och upptäckte senare att det vita pulvret i själva verket var borapulvret. När Patricia hade ersatt bikarbonatet hade morfinet redan ersatts av det stulna borapulvret. Poirots misstankar om Valerie Hobhouses roll i smugglingsoperationen visar sig vara korrekta när polisen gör en razzia mot hennes skönhetssalong.
Mördaren är Nigel Chapman, som var känd för att ha morfinet i sin ägo. Han dödade Celia för att hon kände till hans dubbla identitet och även visste att Valerie reste utomlands på ett falskt pass. Han dödade fru Nicoletis för att hon var säker på att ge bort smugglingen efter påtryckningar, och dödade Patricia för att hon sannolikt skulle göra hans far uppmärksam på de senaste händelserna, eftersom hon var på väg att skriva ett brev till honom i hopp om att försona honom med hans son före hans död. När Poirot redogör för Nigels fars advokat för fallet mot Nigel, ger advokaten det slutgiltiga beviset. Nigels mor hade blivit förgiftad, inte av hans far utan av Nigel. När fadern upptäckte detta (Medinal är ett gift som verkar långsamt, och modern berättade det för sin man), tvingade han honom att skriva en bekännelse och lämnade den till sin advokat tillsammans med ett brev som förklarade att den skulle presenteras för myndigheterna i händelse av ytterligare förseelser från Nigels sida. Valerie ringde till polisstationen, som tydligen hade kommit från Patricia, för att skaffa ett alibi för Nigel som redan hade slagit ihjäl Patricia. Det gröna bläcket var en dubbelbluff avsedd att avleda misstankarna från honom. Valerie är villig att anklaga Nigel fullt ut eftersom fru Nicoletis faktiskt var hennes mor.

## Karaktärer
- Hercule Poirot, den belgiske detektiven
- Inspektör Sharpe, utredaren
- Miss Felicity Lemon, Poirots sekreterare
- Christina Nicoletis, halvgrekiska, ägare till studenthemmet på Hickory Road
- Mrs Hubbard, miss Lemons syster och föreståndaren på Hickory Road
- George, Poirots betjänt
- Ahmed Ali, en egyptisk student som bor på Hickory Road
- Akibombo, en västafrikansk student som bor på Hickory Road
- Celia Austin, heltidsanställd på Hickory Road, kemist på apoteket på St Catherines Hospital.
- Leonard "Len" Bateson, en student som bor på Hickory Road och studerar medicin och kirurgi
- Nigel Chapman, en student bosatt på Hickory Road, han har ett diplom i bronsålder och medeltida historia samt italienska, och studerar vid University of London
- Sally Finch, en amerikansk student som bor på Hickory Road under Fulbright-programmet, specialiserad på poesi
- René Halle, en fransk student bosatt på Hickory Road, studerar engelsk litteratur
- Valèrie Hobhouse, bosatt på Hickory Road i heltidsanställning som delägare i Sabrina Fair, en skönhetssalong
- Elizabeth Johnston, en jamaicansk student som bor på Hickory Road och studerar juridik
- Chandra Lal, en indisk student som bor på Hickory Road och studerar statsvetenskap
- Patricia Lane, en student som bor på Hickory Road med ett diplom i arkeologi
- Geneviève Maricaud, en fransk student som bor på Hickory Road och studerar engelsk litteratur
- Colin McNabb, en student som bor på Hickory Road, gör doktorandstudier i psykologi
- Gopal Ram, en indisk student som bor på Hickory Road och studerar statsvetenskap
- Jean Tomlinson, boende på Hickory Road i heltidsanställning med sjukgymnastik på St Catherine's Hospital
- Maria, den italienska kocken på Hickory Road
- Geronimo, Marias man, och vandrarhemmets tjänare

## Bokens titel
Liksom andra Christieromaner (exempelvis Tio små negerpojkar, Fem små grisar och En ficka full med råg) är denna boks titel hämtad från en barnkammarramsa.
| ” | Hickory dickory docka Musen sprang in i en klocka Klockan slog fem Musen sprang hem Hickory dickory docka. | „ |

## Litterär betydelse och mottagande
Philip John Steads recension i Times Literary Supplement den 23 december 1955 inleddes: "Poirots återkomst till detektivlitteraturens lyckliga jaktmarker är något av en händelse. Han kallas in för att lösa mysteriet med en serie till synes triviala stölder på ett studenthem, men finner snart att han samarbetar med polisen för att utreda mord. Mrs Christie etablerar snabbt sin favoritatmosfär genom sin skickliga blandning av munterhet och spänning." Efter att ha sammanfattat handlingen drog han slutsatsen: "Mängden ofog som pågår på vandrarhemmet innebär en viss påfrestning på läsarens tålamod såväl som på Poirots uppfinningsrikedom; Författaren har varit lite för liberal med villospåren. Ändå är tumnagelskisserna av karaktärerna lika bra som alltid och trots pusslets övergenomarbetade natur finns det gott om underhållning."
Robert Barnard: "En betydande sänkning av standarden i denna historia från mitten av femtiotalet. En högst slentrianmässig gå-igenom-stegen: rimmet har ingen mening i berättelsen; Komplotten (narkotika som smugglas i importerade ryggsäckar) är ytterst osannolik; och försöket att bredda utbudet av karaktärstyper (afrikaner, indier, Freuds studenter etc.) är långt ifrån framgångsrikt. I Evelyn Waughs dagbok står det att det "började bra" men försämrades "en tredjedel av vägen in i svammel" – ett omdöme som, ovanligt nog för honom, misstog sig på kärlekens sida."